# Фур (Безансон)
Фур (фр. Fourg) насеље је и општина у источној Француској у региону Франш-Конте, у департману Ду која припада префектури Безансон.
По подацима из 2011. године у општини је живело 317 становника, а густина насељености је износила 26,2 становника/km². Општина се простире на површини од 12,1 km². Налази се на средњој надморској висини од 243 метара (максималној 445 m, а минималној 250 m).

## Демографија
| 1962. | 1968. | 1975. | 1982. | 1990. | 1999. | 2011. |
| ----- | ----- | ----- | ----- | ----- | ----- | ----- |
| 189   | 195   | 156   | 180   | 234   | 254   | 317   |

График промене броја становника у току последњих година